# Broome Dusters
Broome Dusters byl profesionální americký klub ledního hokeje, který sídlil v Binghamtonu ve státě New York. V letech 1973–1977 působil v profesionální soutěži North American Hockey League. Dusters ve své poslední sezóně v NAHL skončily v semifinále play-off. Klub byl během své existence farmou San Diega Mariners. Své domácí zápasy odehrával v hale Floyd L. Maines Veterans Memorial Arena s kapacitou 4 710 diváků. Klubové barvy byly zlatá a hnědá.

## Přehled ligové účasti
Zdroj: 
- 1973–1975: North American Hockey League
- 1975–1976: North American Hockey League (Západní divize)
- 1976–1977: North American Hockey League